# Izotopii xenonului
Xenonul are zece izotopi naturali stabili; din acest motiv este al doilea element ca număr de izotopi stabili, după staniu, ce are unsprezece. Staniul și xenonul sunt singurele elemente care au mai mult de șapte izotopi stabili și neradioactivi.  Despre izotopii 124Xe, 134Xe și 136Xe se presupune, pe baza unor considerente teoretice, că ar fi instabili prin procesul dublei dezinegrări beta, dar procesul nu au fost observat experimental încă, prin urmare sunt considerați a fi stabili. În afara acestor izotopi stabili, xenonul mai are alți 40 de izotopi instabili care au fost studiați. 129Xe este produs prin dezintegrarea beta al izotopului 129I, cu un timp de înjumătățire de 16 milioane de ani, în timp ce 131Xe, 133mXe, 133mXe și135Xe sunt câteva exemple pentru produșii de fisiune nucleară a izotopilor  235U și239Pu, motiv pentru care sunt utilizați ca indicatoare a exploziilor nucleare.  
Izotopul artificial 135Xe are o importanță considerabilă în funcționarea reactorilor nucleari de fisiune , având secțiunea eficace de absorbție a neutronilor termici mare, în valoare de 2.65×106 barn, din acest motiv el acționează în interiorul reactorilor ca un moderator al fluxului de neutroni (bun absorbant de neutroni) care poate contribui la încetinirea sau oprirea (otrăvirea) reacției în lanț. Acest comportament al izotopului a  fost descoperit la exploatarea primilor reactori nucleari de producere a plutoniului din cadrul proiectului american Manhattan. Din fericire, proiectanții reactorilor au prevăzut sisteme de rezervă care permiteau creșterea reactivității reactorilor (mărirea fluxului de neutroni de fisiune care induc alte fisiuni in nuclele combustibilului). Concentrații relativ mari de izotopi radioactivi cu xenon, de asemenea, pot fi produși în reactori nucleari ca urmare a eliberării din barele de combustibil fisurate sau din procesul de fisiune a uraniului în apa de răcire. Concentrațiile acestori izotopi, de regulă, sunt destul de scăzute în comparație cu cel al izotopilor de xenon care apar prin dezintegrarea naturală a unor gaze nobile radioactive, cum ar fi 222Rn.
| Izotop  | Z (p)                | N (n)                | Masă izotopică (u.a.m) | {\displaystyle \mathrm {T_{\frac {1}{2}}} } | Tipul dezintegrării | Izotop descendent   | Spin nuclear | Abundență izotopică (fracție molară) | Abundență naturală (fracție molară) |
| Izotop  | Energie de excitație | Energie de excitație | Energie de excitație   | {\displaystyle \mathrm {T_{\frac {1}{2}}} } | Tipul dezintegrării | Izotop descendent   | Spin nuclear | Abundență izotopică (fracție molară) | Abundență naturală (fracție molară) |
| ------- | -------------------- | -------------------- | ---------------------- | ------------------------------------------- | ------------------- | ------------------- | ------------ | ------------------------------------ | ----------------------------------- |
| 110Xe   | 54                   | 56                   | 109.94428(14)          | 310(190) ms [105(+35-25) ms]                | β+                  | 110I                | 0+           |                                      |                                     |
| 110Xe   | 54                   | 56                   | 109.94428(14)          | 310(190) ms [105(+35-25) ms]                | α                   | 106Te               | 0+           |                                      |                                     |
| 111Xe   | 54                   | 57                   | 110.94160(33)#         | 740(200) ms                                 | β+ (90%)            | 111I                | 5/2+#        |                                      |                                     |
| 111Xe   | 54                   | 57                   | 110.94160(33)#         | 740(200) ms                                 | α (10%)             | 107Te               | 5/2+#        |                                      |                                     |
| 112Xe   | 54                   | 58                   | 111.93562(11)          | 2.7(8) s                                    | β+ (99.1%)          | 112I                | 0+           |                                      |                                     |
| 112Xe   | 54                   | 58                   | 111.93562(11)          | 2.7(8) s                                    | α (.9%)             | 108Te               | 0+           |                                      |                                     |
| 113Xe   | 54                   | 59                   | 112.93334(9)           | 2.74(8) s                                   | β+ (92.98%)         | 113I                | (5/2+)#      |                                      |                                     |
| 113Xe   | 54                   | 59                   | 112.93334(9)           | 2.74(8) s                                   | β+, p (7%)          | 112Te               | (5/2+)#      |                                      |                                     |
| 113Xe   | 54                   | 59                   | 112.93334(9)           | 2.74(8) s                                   | α (.011%)           | 109Te               | (5/2+)#      |                                      |                                     |
| 113Xe   | 54                   | 59                   | 112.93334(9)           | 2.74(8) s                                   | β+, α (.007%)       | 109Sb               | (5/2+)#      |                                      |                                     |
| 114Xe   | 54                   | 60                   | 113.927980(12)         | 10.0(4) s                                   | β+                  | 114I                | 0+           |                                      |                                     |
| 115Xe   | 54                   | 61                   | 114.926294(13)         | 18(4) s                                     | β+ (99.65%)         | 115I                | (5/2+)       |                                      |                                     |
| 115Xe   | 54                   | 61                   | 114.926294(13)         | 18(4) s                                     | β+, p (.34%)        | 114Te               | (5/2+)       |                                      |                                     |
| 115Xe   | 54                   | 61                   | 114.926294(13)         | 18(4) s                                     | β+, α (3×10−4%)     | 111Sb               | (5/2+)       |                                      |                                     |
| 116Xe   | 54                   | 62                   | 115.921581(14)         | 59(2) s                                     | β+                  | 116I                | 0+           |                                      |                                     |
| 117Xe   | 54                   | 63                   | 116.920359(11)         | 61(2) s                                     | β+ (99.99%)         | 117I                | 5/2(+)       |                                      |                                     |
| 117Xe   | 54                   | 63                   | 116.920359(11)         | 61(2) s                                     | β+, p (.0029%)      | 116Te               | 5/2(+)       |                                      |                                     |
| 118Xe   | 54                   | 64                   | 117.916179(11)         | 3.8(9) min                                  | β+                  | 118I                | 0+           |                                      |                                     |
| 119Xe   | 54                   | 65                   | 118.915411(11)         | 5.8(3) min                                  | β+                  | 119I                | 5/2(+)       |                                      |                                     |
| 120Xe   | 54                   | 66                   | 119.911784(13)         | 40(1) min                                   | β+                  | 120I                | 0+           |                                      |                                     |
| 121Xe   | 54                   | 67                   | 120.911462(12)         | 40.1(20) min                                | β+                  | 121I                | (5/2+)       |                                      |                                     |
| 122Xe   | 54                   | 68                   | 121.908368(12)         | 20.1(1) h                                   | β+                  | 122I                | 0+           |                                      |                                     |
| 123Xe   | 54                   | 69                   | 122.908482(10)         | 2.08(2) h                                   | CE                  | 123I                | 1/2+         |                                      |                                     |
| 123mXe  | 185.18(22) keV       | 185.18(22) keV       | 185.18(22) keV         | 5.49(26) µs                                 |                     |                     | 7/2(-)       |                                      |                                     |
| 124Xe   | 54                   | 70                   | 123.905893(2)          | Stabil experimental                         | Stabil experimental | Stabil experimental | 0+           | 9.52(3)×10−4                         |                                     |
| 125Xe   | 54                   | 71                   | 124.9063955(20)        | 16.9(2) h                                   | β+                  | 125I                | 1/2(+)       |                                      |                                     |
| 125m1Xe | 252.60(14) keV       | 252.60(14) keV       | 252.60(14) keV         | 56.9(9) s                                   | TI                  | 125Xe               | 9/2(-)       |                                      |                                     |
| 125m2Xe | 295.86(15) keV       | 295.86(15) keV       | 295.86(15) keV         | 0.14(3) µs                                  |                     |                     | 7/2(+)       |                                      |                                     |
| 126Xe   | 54                   | 72                   | 125.904274(7)          | Stabil experimental                         | Stabil experimental | Stabil experimental | 0+           | 8.90(2)×10−4                         |                                     |
| 127Xe   | 54                   | 73                   | 126.905184(4)          | 36.345(3) zile                              | CE                  | 127I                | 1/2+         |                                      |                                     |
| 127mXe  | 297.10(8) keV        | 297.10(8) keV        | 297.10(8) keV          | 69.2(9) s                                   | TI                  | 127Xe               | 9/2-         |                                      |                                     |
| 128Xe   | 54                   | 74                   | 127.9035313(15)        | Stabil experimental                         | Stabil experimental | Stabil experimental | 0+           | 0.019102(8)                          |                                     |
| 129Xe   | 54                   | 75                   | 128.9047794(8)         | Stabil experimental                         | Stabil experimental | Stabil experimental | 1/2+         | 0.264006(82)                         |                                     |
| 129mXe  | 236.14(3) keV        | 236.14(3) keV        | 236.14(3) keV          | 8.88(2) zile                                | TI                  | 129Xe               | 11/2-        |                                      |                                     |
| 130Xe   | 54                   | 76                   | 129.9035080(8)         | Stabil experimental                         | Stabil experimental | Stabil experimental | 0+           | 0.040710(13)                         |                                     |
| 131Xe   | 54                   | 77                   | 130.9050824(10)        | Stabil experimental                         | Stabil experimental | Stabil experimental | 3/2+         | 0.212324(30)                         |                                     |
| 131mXe  | 163.930(8) keV       | 163.930(8) keV       | 163.930(8) keV         | 11.934(21) zile                             | TI                  | 131Xe               | 11/2-        |                                      |                                     |
| 132Xe   | 54                   | 78                   | 131.9041535(10)        | Stabil experimental                         | Stabil experimental | Stabil experimental | 0+           | 0.269086(33)                         |                                     |
| 132mXe  | 2752.27(17) keV      | 2752.27(17) keV      | 2752.27(17) keV        | 8.39(11) ms                                 | IT                  | 132Xe               | (10+)        |                                      |                                     |
| 133Xe   | 54                   | 79                   | 132.9059107(26)        | 5.2475(5) zile                              | β-                  | 133Cs               | 3/2+         |                                      |                                     |
| 133mXe  | 233.221(18) keV      | 233.221(18) keV      | 233.221(18) keV        | 2.19(1) zile                                | IT                  | 133Xe               | 11/2-        |                                      |                                     |
| 134Xe   | 54                   | 80                   | 133.9053945(9)         | Stabil experimental                         | Stabil experimental | Stabil experimental | 0+           | 0.104357(21)                         |                                     |
| 134m1Xe | 1965.5(5) keV        | 1965.5(5) keV        | 1965.5(5) keV          | 290(17) ms                                  | TI                  | 134Xe               | 7-           |                                      |                                     |
| 134m2Xe | 3025.2(15) keV       | 3025.2(15) keV       | 3025.2(15) keV         | 5(1) µs                                     |                     |                     | (10+)        |                                      |                                     |
| 135Xe   | 54                   | 81                   | 134.907227(5)          | 9.14(2) h                                   | β-                  | 135Cs               | 3/2+         |                                      |                                     |
| 135mXe  | 526.551(13) keV      | 526.551(13) keV      | 526.551(13) keV        | 15.29(5) min                                | TI (99.99%)         | 135Xe               | 11/2-        |                                      |                                     |
| 135mXe  | 526.551(13) keV      | 526.551(13) keV      | 526.551(13) keV        | 15.29(5) min                                | β- (.004%)          | 135Cs               | 11/2-        |                                      |                                     |
| 136Xe   | 54                   | 82                   | 135.907219(8)          | Stabil experimental                         | Stabil experimental | Stabil experimental | 0+           | 0.088573(44)                         |                                     |
| 136mXe  | 1891.703(14) keV     | 1891.703(14) keV     | 1891.703(14) keV       | 2.95(9) µs                                  |                     |                     | 6+           |                                      |                                     |
| 137Xe   | 54                   | 83                   | 136.911562(8)          | 3.818(13) min                               | β-                  | 137Cs               | 7/2-         |                                      |                                     |
| 138Xe   | 54                   | 84                   | 137.91395(5)           | 14.08(8) min                                | β-                  | 138Cs               | 0+           |                                      |                                     |
| 139Xe   | 54                   | 85                   | 138.918793(22)         | 39.68(14) s                                 | β-                  | 139Cs               | 3/2-         |                                      |                                     |
| 140Xe   | 54                   | 86                   | 139.92164(7)           | 13.60(10) s                                 | β-                  | 140Cs               | 0+           |                                      |                                     |
| 141Xe   | 54                   | 87                   | 140.92665(10)          | 1.73(1) s                                   | β- (99.45%)         | 141Cs               | 5/2(-#)      |                                      |                                     |
| 141Xe   | 54                   | 87                   | 140.92665(10)          | 1.73(1) s                                   | β-, n (.043%)       | 140Cs               | 5/2(-#)      |                                      |                                     |
| 142Xe   | 54                   | 88                   | 141.92971(11)          | 1.22(2) s                                   | β- (99.59%)         | 142Cs               | 0+           |                                      |                                     |
| 142Xe   | 54                   | 88                   | 141.92971(11)          | 1.22(2) s                                   | β-, n (.41%)        | 141Cs               | 0+           |                                      |                                     |
| 143Xe   | 54                   | 89                   | 142.93511(21)#         | 0.511(6) s                                  | β-                  | 143Cs               | 5/2-         |                                      |                                     |
| 144Xe   | 54                   | 90                   | 143.93851(32)#         | 0.388(7) s                                  | β-                  | 144Cs               | 0+           |                                      |                                     |
| 144Xe   | 54                   | 90                   | 143.93851(32)#         | 0.388(7) s                                  | β-, n               | 143Cs               | 0+           |                                      |                                     |
| 145Xe   | 54                   | 91                   | 144.94407(32)#         | 188(4) ms                                   | β-                  | 145Cs               | (3/2-)#      |                                      |                                     |
| 146Xe   | 54                   | 92                   | 145.94775(43)#         | 146(6) ms                                   | β-                  | 146Cs               | 0+           |                                      |                                     |
| 147Xe   | 54                   | 93                   | 146.95356(43)#         | 130(80) ms [0.10(+10-5) s]                  | β-                  | 147Cs               | 3/2-#        |                                      |                                     |
| 147Xe   | 54                   | 93                   | 146.95356(43)#         | 130(80) ms [0.10(+10-5) s]                  | β-, n               | 146Cs               | 3/2-#        |                                      |                                     |

1. ↑  Abrevieri:
CE: Captură de electron
TI: Tranziție izomerică
2. ↑  Izotopii stabili sunt trecuți cu caractere boldate
3. ↑   Se presupune că prezintă dezintegrare β+β+ în 124Te cu timp de înjumătățire de peste 48×1015 ani
4. ↑  Se presupune că prezintă dezintegrare β+β+ în 126Te
5. 1 2 3 4 5  Teoretic este capabil la Fisiune spontană
6. ↑  Utilizat în metoda rdiodatării apelor subterane și aprecierii datei unor evenimente din istoria Sistemului solar
7. 1 2 3 4  Produs de fisiune
8. ↑  Are utilizări medicale
9. ↑  Ipotetic, se dezintegrează β-β- în134 Ba cu timp de înjumătățire de peste 11×1015 ani
10. ↑  Cunoscut ca fiind cel mai puternic moderator de neutroni, produs în reactoarele nucleare ca un produs  de dezintegrare al izotopului   135I, el însuși un produs de descompunere al produsului de fisiune 135Te. În mod normal, este capabil să absoarbe neutroni din mediile cu fluxuri de neutroni foarte intenși, transformându-se în izotopul 136Xe, pentru detalii, a se vedea groapă de iod
11. ↑  Ipotetic, se dezintegrează β-β- în 136Ba cu timp de înjumătățire de peste 11×1022 ani

1. ↑   en  [Carte:Rajam, J. B. (1960). Atomic Physics (7th ed.). Delhi: S. Chand and Co. ISBN:812191809X, 2 ianuarie 2012]
2. ↑  Status of ββ-decay in Xenon Arhivat în 27 septembrie 2007, la Wayback Machine., Roland Lüscher, accessed on line 17 septembrie 2007.
3. ↑  Average (Recommended) Half-Life Values for Two-Neutrino Double-Beta Decay, A. S. Barabash, Czechoslovak Journal of Physics 52, #4 (April 2002), pp. 567–573.
4. ↑  en  Caldwell, Eric (January 2004), 2 ianuarie 2012 Arhivat în 13 decembrie 2013, la Wayback Machine.
5. ↑  Nucleonica, nucleonica.com, arhivat din original la 19 februarie 2017, accesat în 3 ianuarie 2012